# Estación Tucumán CC.
Tucumán es una terminal ferroviaria del Ferrocarril General Belgrano de la red ferroviaria argentina, en el ramal que une las estaciones Santa Fe y La Quiaca en Argentina.
Fue la primera estación en funcionamiento en San Miguel de Tucumán, cuando fue habilitada oficialmente en 1876, cuando se inauguró el punto final de la línea de ferrocarril que unía Córdoba con Tucumán. En esa oportunidad, la inauguración fue presidida por el presidente Nicolás Avellaneda y una lucida comitiva. 
Desde esa fecha hasta la década de 1960 fue una de las estaciones de mayor circulación de pasajeros de la Provincia, siendo testigo de numerosos acontecimientos históricos para la provincia de Tucumán, cómo visitas presidenciales o de personalidades relevantes del ámbito cultural y social.

## Ubicación
Se encuentra ubicada en la ciudad del mismo nombre, en la intersección de las calles Avellaneda y San Martín.

## Servicios
No presta servicios de pasajeros, solo de cargas. Sus vías e instalaciones están a cargo de la empresa estatal Trenes Argentinos Cargas.

## Galería de imágenes

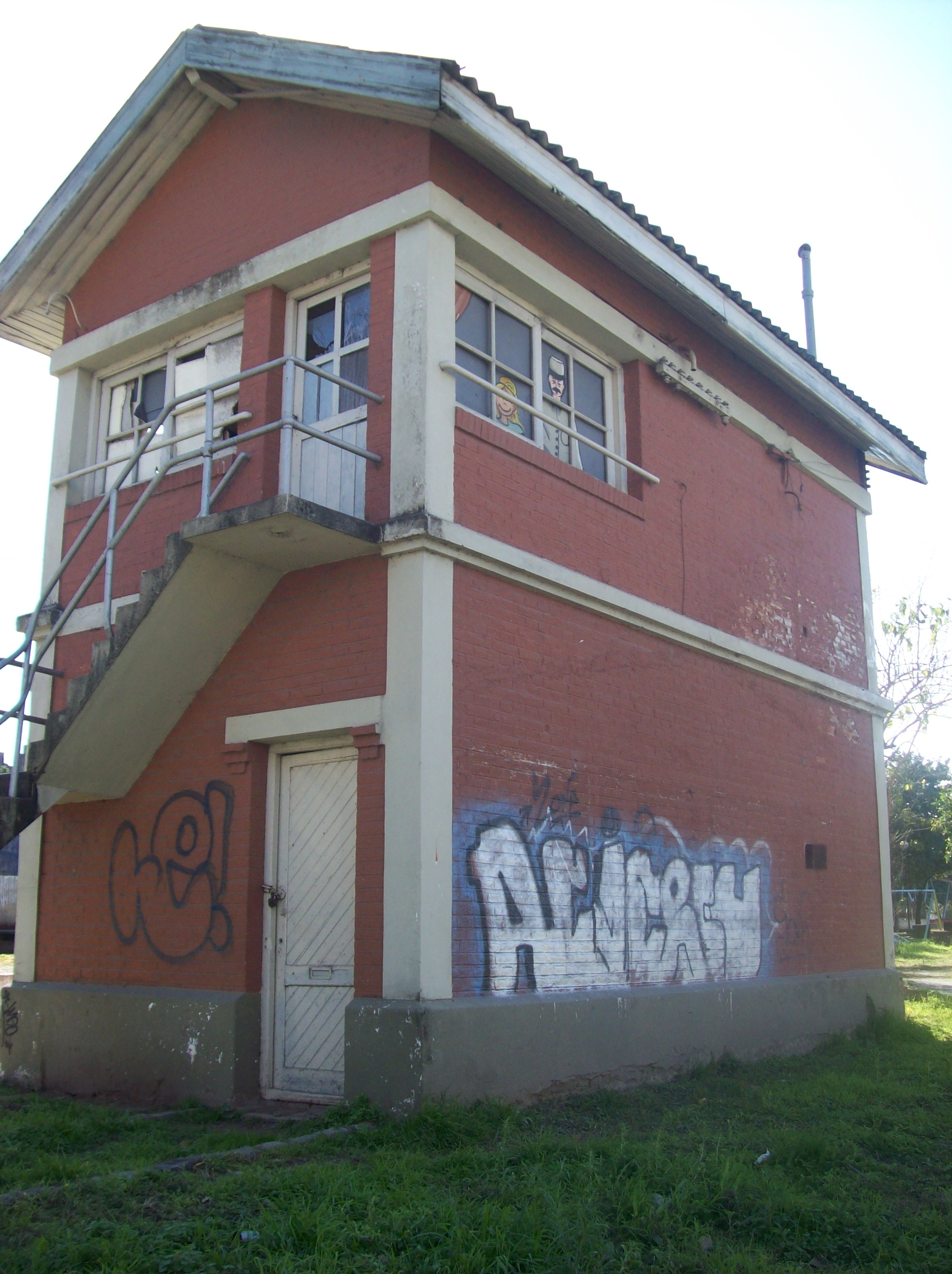
Cabina de señales al sur de la estación
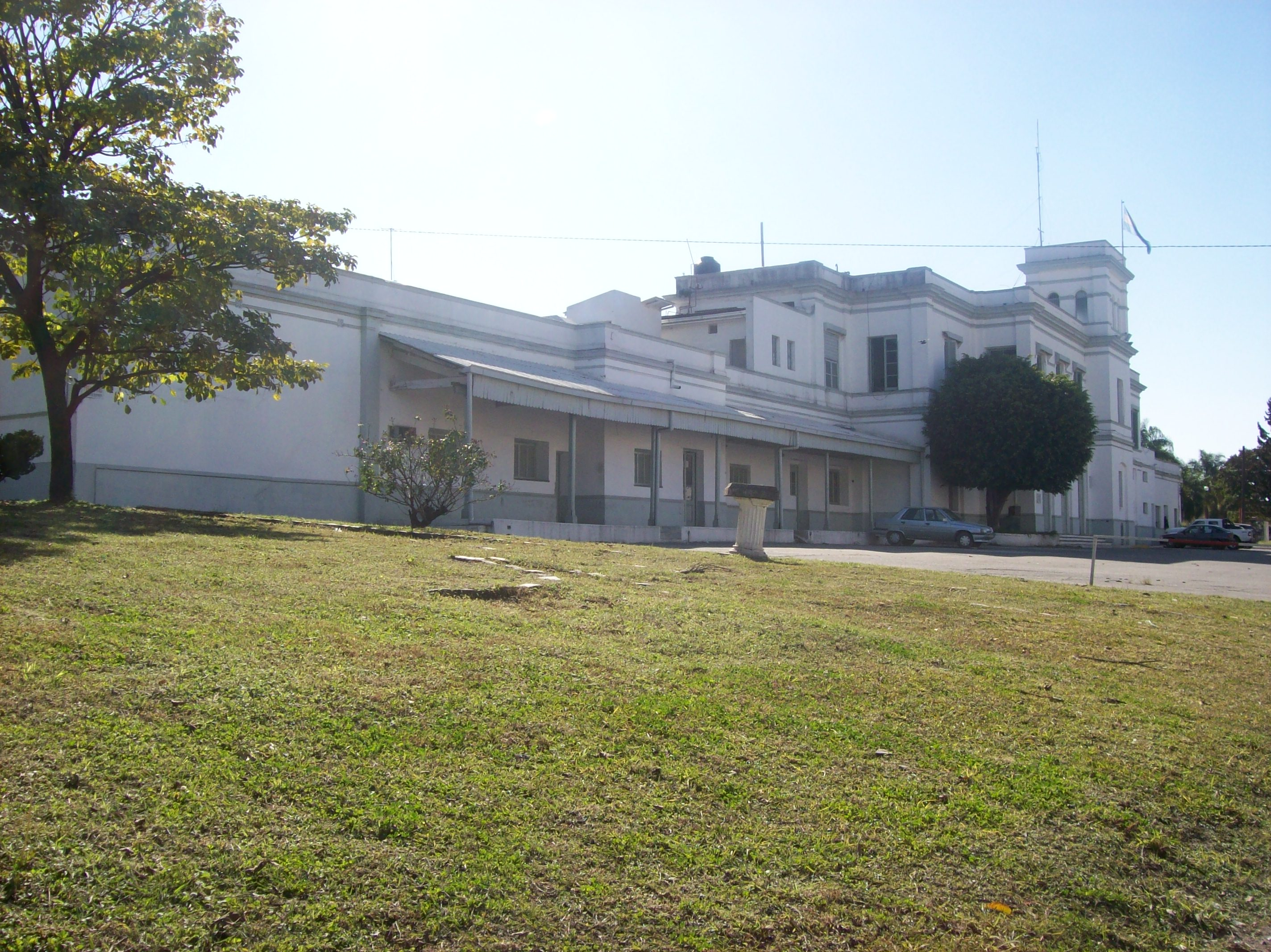
Otra Vista de la Fachada
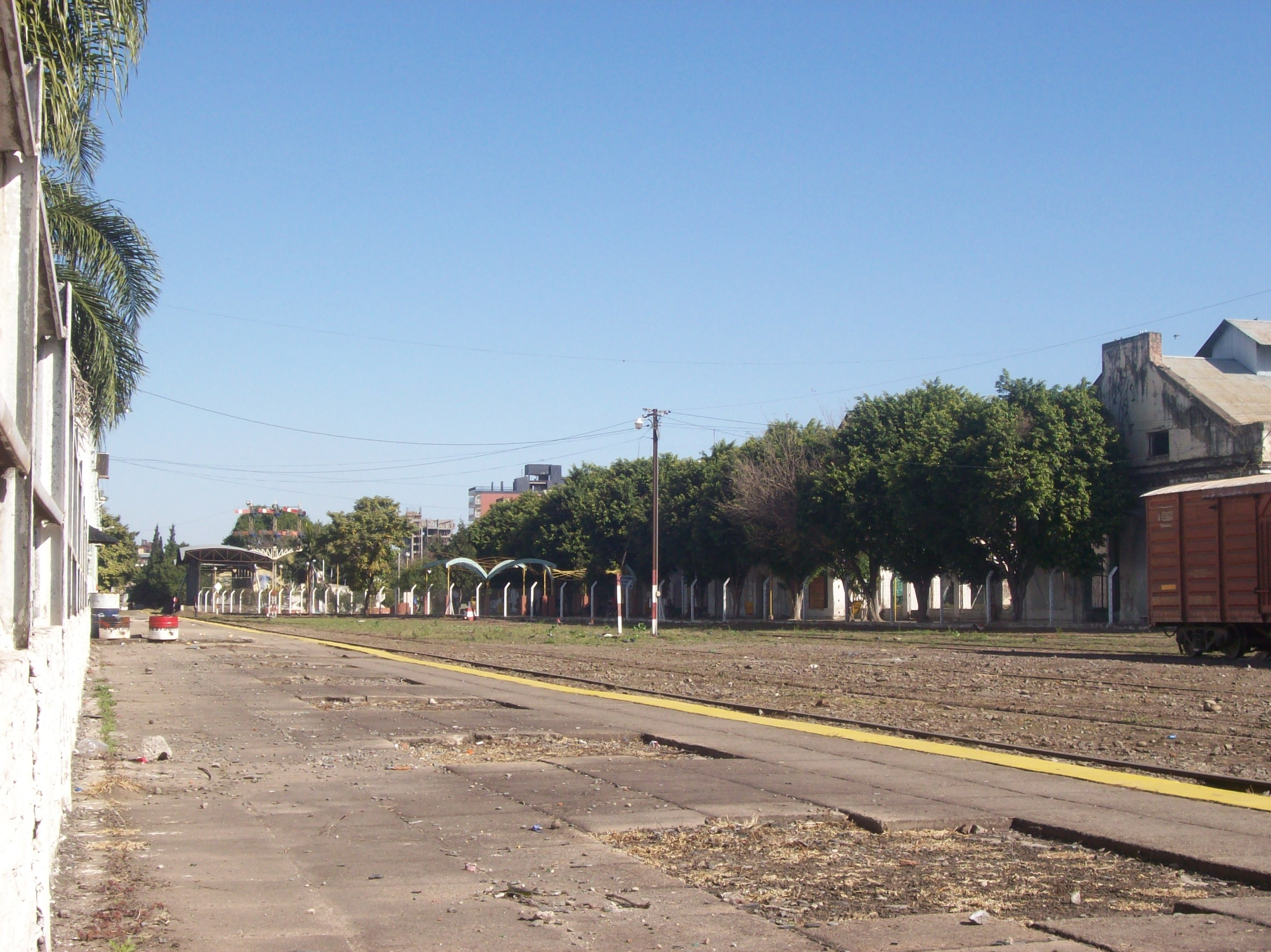
Andén de la Estación hacia el sur de la misma
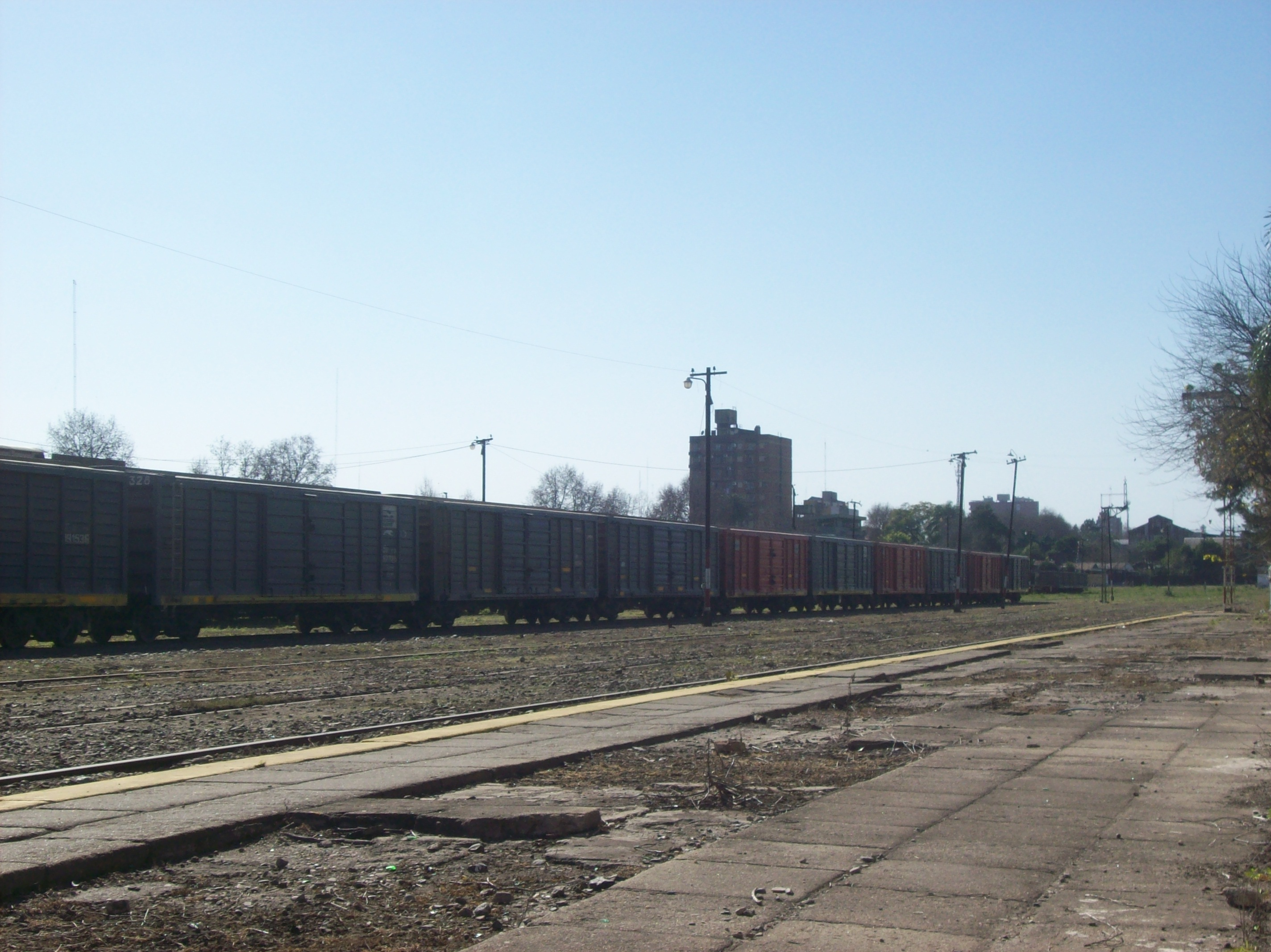
Otra Vista del Andén de la misma